# Александровский заказник (Херсонская область)
Александровский заказник — ландшафтный заказник общегосударственного значения, расположенный на территории Станиславской сельской общины Херсонского района (Херсонская область, Украина). Площадь — 996 га.
Часть (акватория) заказника расположена в границах хозяйственной зоны Нижнеднепровского национального природного парка.

## История
Заказник создан Указом Президента Украины от 21.02.2002 года № 167/2002 «О территориях природно-заповедного фонда общегосударственного значения» (Про території природно-заповідного фонду загальнодержавного значення).

## Описание
Заказник расположен на крайнем западе Херсонской области — занимает полосу побережья от озера Солонец до административной границы Херсонской области с Николаевской и прилегающую вдоль побережья акваторию Днепро-Бугского лимана Чёрного моря. Береговая линия обрывистая, изрезанная оврагами и балками; устье одной из балок заболоченное с прибрежно-водной растительностью. Высота над уровнем моря береговой линии: -0,4 м. 

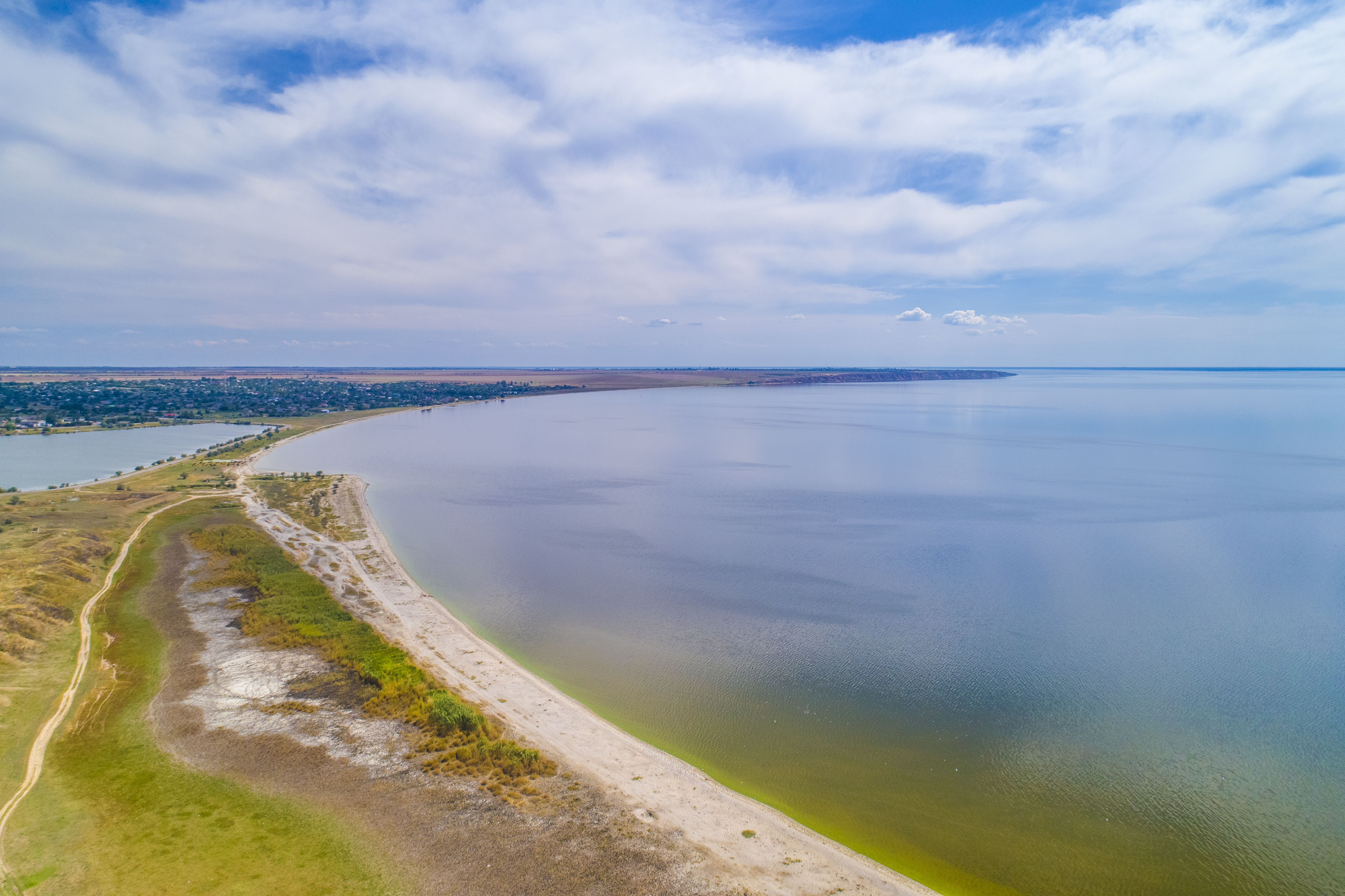
восточная часть заказника
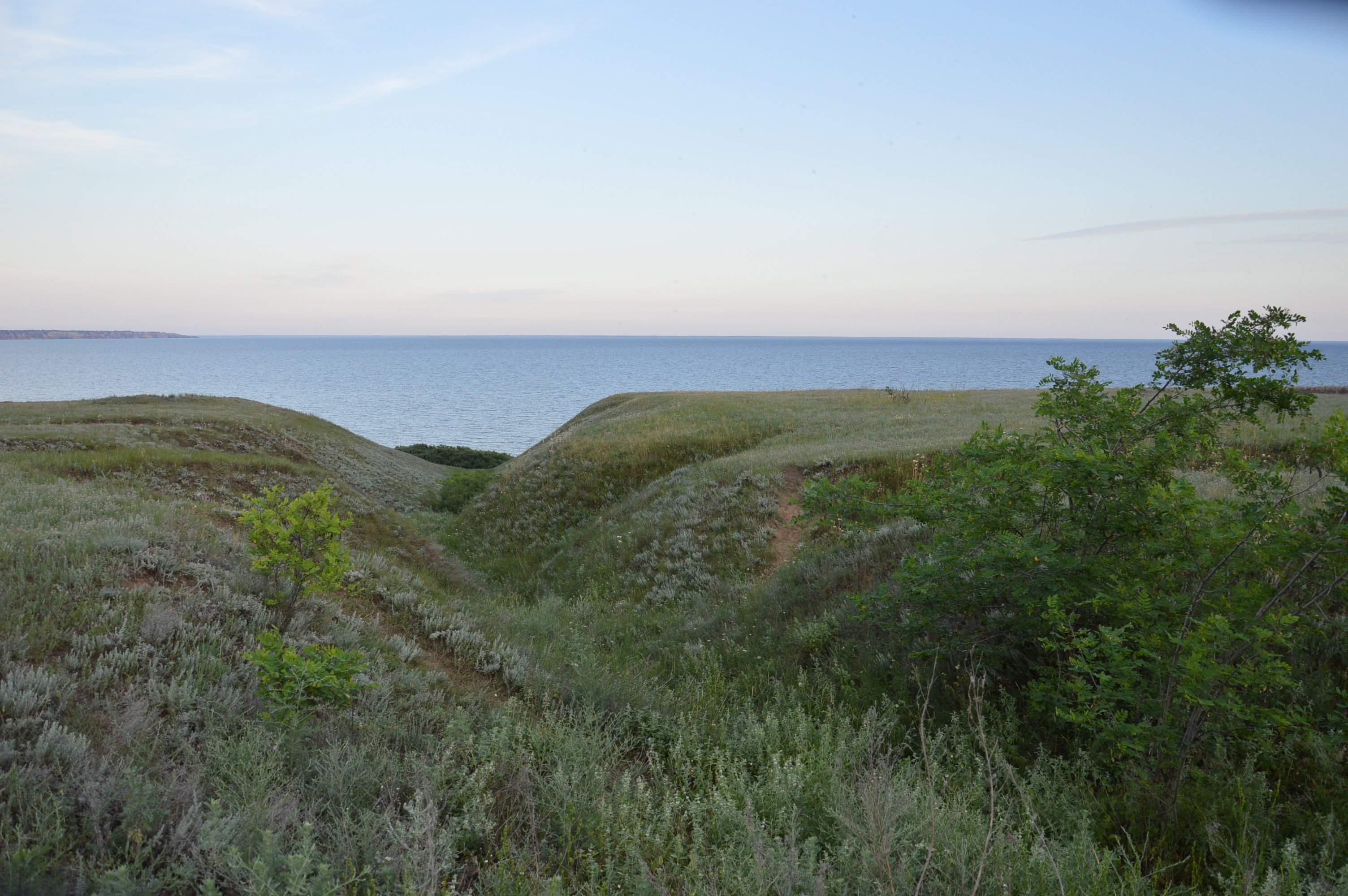
одна из балок
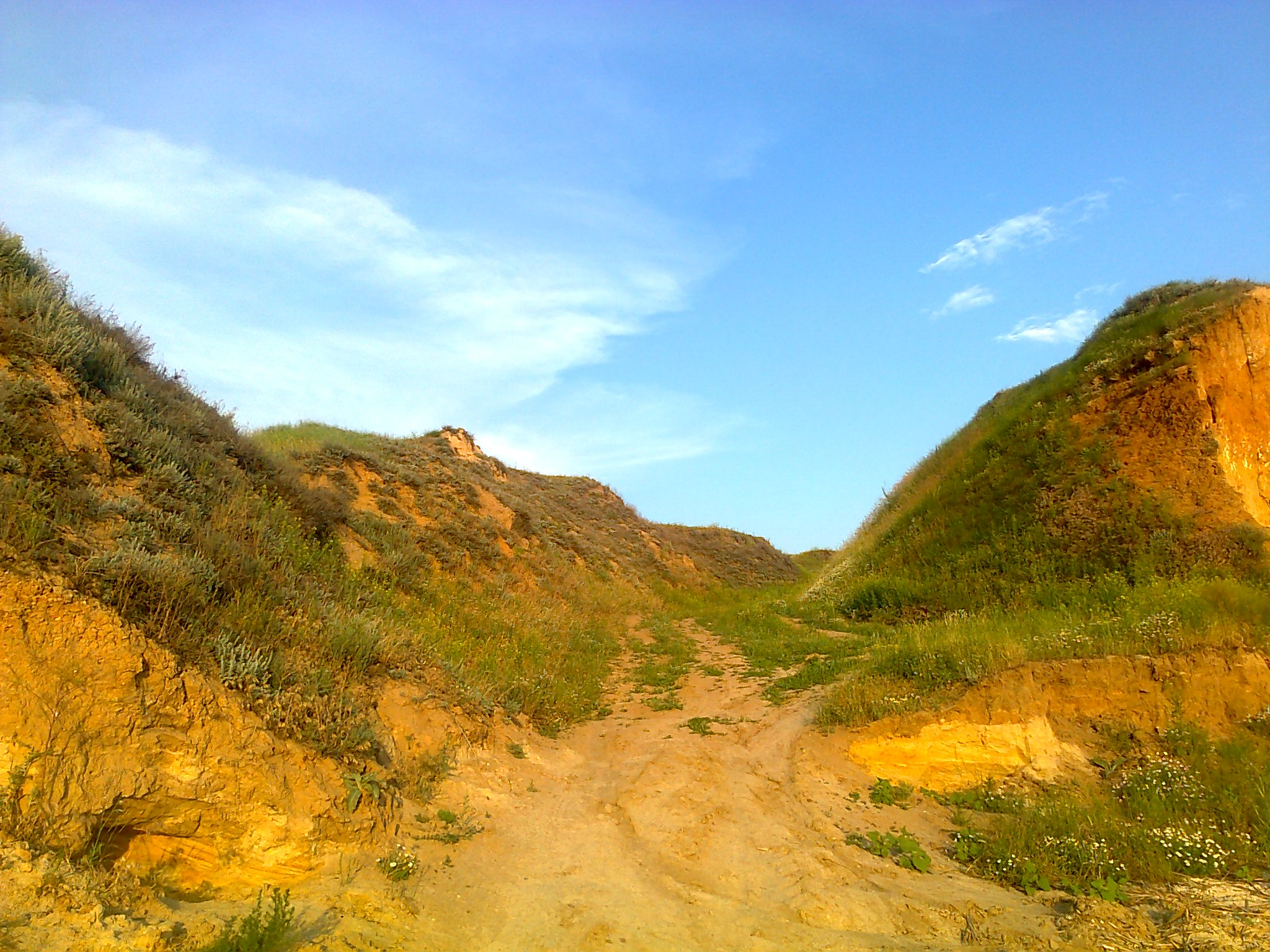
одна из балок
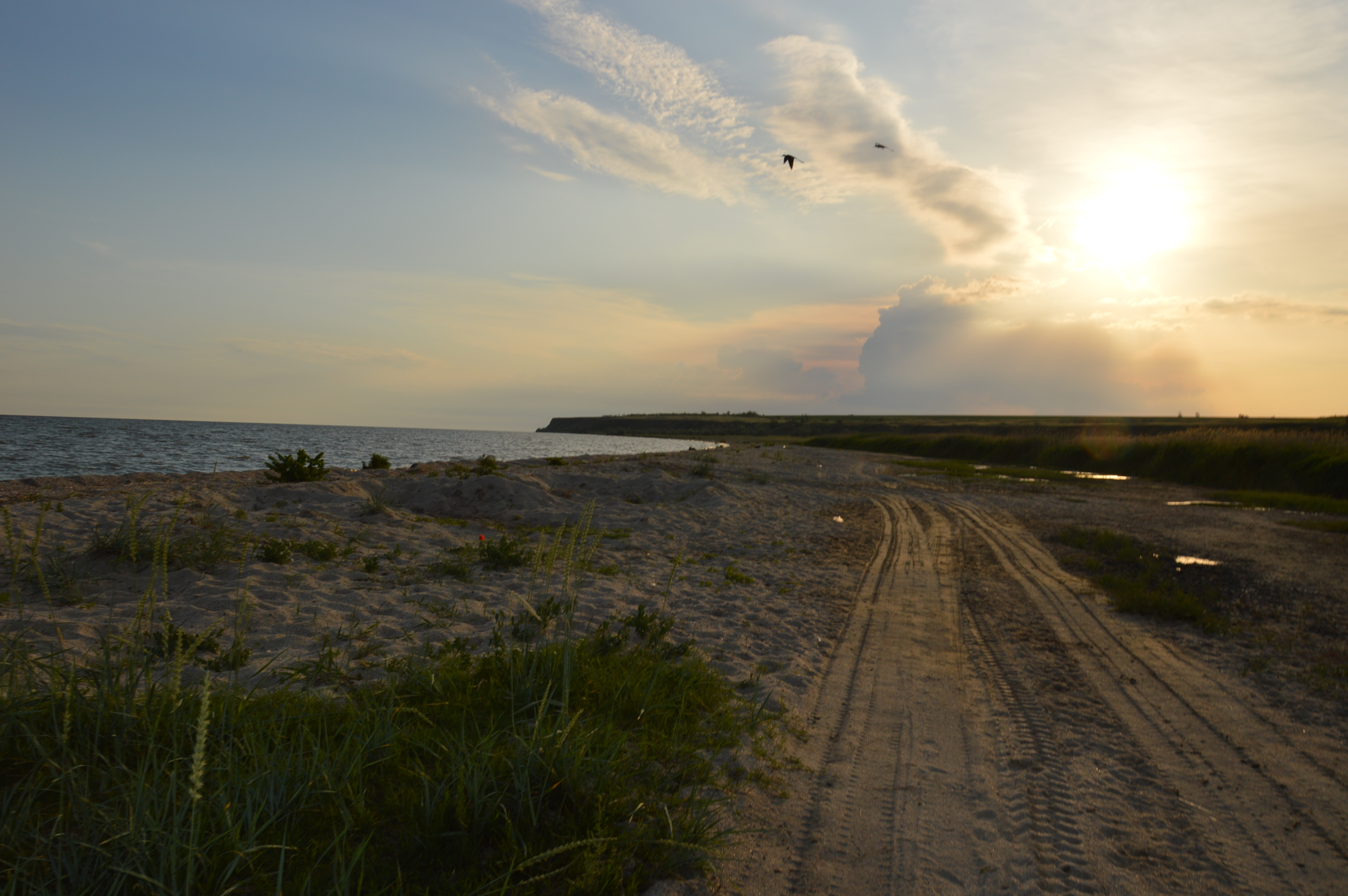
песчаный пляж (на крайнем востоке заказника)

## Природа
Природные комплексы заказника представлены крутыми склонами Днепро-Бугского лимана и прибрежной полосой его акватории. Растут виды дрок скифский (Genīsta scȳthica), карагана скифская (Caragána scýthica), ковыль украинский (Stīpa ucraīnica), ковыль Лессинга (Stipa lessingiana), ковыль-волосатик (Stípa capilláta), водяной орех плавающий (Trápa nátans), болотноцветник щитолистный (Nymphoides peltata), лишайник цетрария степная (целокаулон степной) (Cetraria steppae); встречаются животные аксонолайм замковый (Axonolaimus sera), меризия азовская (Odessia maeotica), медицинская пиявка (Hirudo medicinalis), махаон (Papilio machaon), шмель глинистый (Bombus argillaceus), балобан (Falco cherrug), морской зуёк (Charadrius alexandrinus), каспийский полоз (Dolichophis caspius), занесённые в Красную книгу Украины. 